# Потенциометрический датчик
Потенциометри́ческий датчик (потенциометрический преобразователь) — датчик перемещения, входным сигналом которого является перемещение контакта, а выходным — напряжение, снимаемое с этого контакта.
В общем случае потенциометрический датчик представляет собой проволочную обмотку или пластину из материала с высоким удельным электрическим сопротивлением (как правило, выполненную в виде неподвижного элемента конструкции), на которую подается питающее напряжение, и подвижной щётки, с которой и снимается выходной электрический сигнал.

## Принцип действия

Потенциометрическое включение переменного резистора (A) и эквивалентная схема из отдельных резисторов (B). Сумма сопротивлений и не зависит от положения щётки переменного резистора.

В состав потенциометрического датчика входит переменный резистор в потенциометрическом включении. Напряжение снимаемое с подвижной щётки (движка) переменного резистора {\displaystyle U_{\mathrm {L} }} зависит от положения этой щётки и является мерой координаты датчика и выражается формулой:
{\displaystyle U_{\mathrm {L} }={R_{2}R_{\mathrm {L} } \over R_{1}R_{\mathrm {L} }+R_{2}R_{\mathrm {L} }+R_{1}R_{2}}\cdot U.}
Если сопротивление нагрузки  {\displaystyle R_{\mathrm {L} }} резистивного делителя очень велико по сравнению с сопротивлениями {\displaystyle R_{1}} и {\displaystyle R_{2},} то формула упрощается:
{\displaystyle U_{\mathrm {L} }={R_{2} \over R_{1}+R_{2}}\cdot U.}
Так как сумма  {\displaystyle R_{1}+R_{2}} не зависит от положения движка переменного резистора, оказывается, что выходное напряжение зависит только от положения движка (координаты) датчика и питающего напряжения {\displaystyle U}, которое поддерживается неизменным. 

## Описание
Существуют два основных типа потенциометрических преобразователей:
1. Преобразователи угловых перемещений.
2. Преобразователи линейных перемещений.

Основные преимущества потенциометрических датчиков: высокая точность и стабильность функции преобразования, малое значение переходного сопротивления, низкий уровень собственных шумов, небольшой коэффициент сопротивления.
Основные недостатки потенциометрических датчиков: небольшое значение разделительной способности, ограниченные возможности при использовании переменного тока, наличие скользящего контакта, что приводит к ограниченному количеству рабочих циклов датчика.

### Конструктивное исполнение
В состав потенциометрического преобразователя входят три основных элемента:
- Каркас, резистивного элемента, который изготавливается из материалов, с малым изменением размеров в широком температурном диапазоне, и, в то же самое время, имеющий высокую теплопроводность для рассеивания тепла выделяемого резистивным элементом.
- Обмотка, которая, как правило, изготавливается из проволоки с точно выдержанным шагом намотки.

Разрешающая способность потенциометрического датчика по координате напрямую зависит от шага обмотки. Чем меньше шаг, тем большую разрешающую способность. Шаг намотки, в свою очередь, зависит от диаметра проволоки. Например, в датчиках повышенной точности диаметр проволоки однослойной обмотки может быть 0,1…0,4 мм.
- Щётки, изготавливаемые из сплавов благородных металлов (как правило, на основе платины или серебра). При этом материал щётки должен быть мягче материала проволоки обмотки, чтобы она меньше изнашивалась от перемещения движка.